# Karl Novak
Karl I. Novak, slovenski četniški vojvoda in generalštabni polkovnik, * 19. oktober 1905, Pulj, † 1975, Atene.
Novak je bil v letih 1941 – 1943 poveljnik slovenskih četnikov (plava garda) oziroma Kraljeve jugoslovanske vojske v domovini, po tem letu pa je bil četniški predstavnik pri zavezniškem poveljstvu v Italiji.

## Življenjepis
Leta 1941 sta skupaj z Jakom Avšičem odpotovala na Ravno goro v Srbijo do Dragoljuba Mihajloviča, kjer je le ta postavil Avšiča za poveljnika Novaka pa za namestnika oboroženih sli jugoslovanske vojske v Sloveniji. Avšič je kmalu po tem prestopil k partizanom, Novak pa je prevzel poveljstvo nad slovenskimi četniki.
Ljubljano je ilegalno zapustil 26. septembra 1943 skupaj z gospo Krištof. V Italijo sta odpotovala s potnim listom NDH, ki sta ga tajno kupila na hrvaškem konzulatu v Ljubljani. Potovala sta pod lažnima imenoma Jardaš Ivan in Terezija in tako prispela v Rim 12. oktobra 1943. Še v Sloveniji je Novak ustanovil četniško obveščevalno službo, katere organizacijo je nadaljeval v Italiji in njeno dejavnost razširil tudi drugam v tujino. 
Po vojni je najprej sodeloval z britansko obveščevalno službo, ob svoji smrti pa naj bi bil operativec ameriške obveščevalne službe CIA. Dokument arhiva CIA o aktivnostih Karla Novaka 1941-1945. Arhivirano 2017-02-28 na Wayback Machine.